# پیتر گرین (آماریست)
پیتر گرین (انگلیسی: Peter Green؛ زادهٔ ۲۸ آوریل ۱۹۵۰) دانشمند در زمینه اهل بریتانیا است.
وی همچنین برندهٔ جوایزی همچون همکار انجمن سلطنتی شده‌است.